# Braunsroda (An der Poststraße)
Braunsroda ist ein Ortsteil der Gemeinde An der Poststraße im sachsen-anhaltischen Burgenlandkreis. Dort leben 209 Menschen.

## Lage
Braunsroda liegt südwestlich der Stadt Bad Bibra an der Nordostabdachung der Finne. Die Landesstraße 211 erschließt das Gebiet und den Ortsteil verkehrsmäßig.

## Geschichte
Die erste urkundliche Erwähnung des Dorfes erfolgte 1540. Wolfgang Kahl ermittelt  bei Dobenecker,III 225 eine urkundliche Ersterwähnung am 18. Dezember 1231. Wolfgang Kahl: Der Umbau der Kirche St. Margareten fand 1759 statt. Dessen Kanzelaltar und Sandsteintaufe stammt aus den Jahren 1785 bzw. 1580. 1757 wohnte Friedrich II. nach einer siegreichen Schlacht im Pfarrhaus. Im Zweiten Weltkrieg wurden das Kirchendach sowie neun Gehöfte zerstört. Am 1. Juli 1950 wurde Braunsroda nach Wischroda eingemeindet.